# François Simond
François Simond (Grenoble, 27 settembre 1969) è un ex sciatore alpino francese.

## Biografia
Figlio di André, a sua volta sciatore alpino, e originario di Cluses, Simond, slalomista puro, ottenne il primo piazzamento internazionale di rilievo il 2 marzo 1991, quando si classificò 9º nella gara di Coppa del Mondo disputata a Lillehammer. Esordì ai Giochi olimpici invernali ad Albertville 1992, dove si classificò al 12º posto, e ai Campionati mondiali a Sierra Nevada 1996, dove non completò la prova; l'anno dopo partecipò ai Mondiali di Sestriere 1997, dove si piazzò 8º, e conquistò l'ultima vittoria in Coppa Europa, nonché ultimo podio, il 24 febbraio 1997 a Krompachy.
Ai XVIII Giochi olimpici invernali di Nagano 1998, sua ultima presenza olimpica, non completò la prova; il 1º marzo dello stesso anno ottenne a Yongpyong il miglior piazzamento in Coppa del Mondo (6º). L'anno dopo ai Mondiali di Vail/Beaver Creek 1999, sua ultima presenza iridata, non completò la prova; prese per l'ultima volta il via in Coppa del Mondo il 18 febbraio 2001 a Shigakōgen, senza completare la prova, e si ritirò durante la stagione 2007-2008: la sua ultima gara fu uno slalom speciale FIS disputato il 31 gennaio all'Alpe di Pampeago.

## Palmarès

### Coppa del Mondo
- Miglior piazzamento in classifica generale: 54º nel 1997

### Coppa Europa
- 6 podi (dati dalla stagione 1994-1995):
  - 2 vittorie
  - 2 secondi posti
  - 2 terzi posti

#### Coppa Europa - vittorie
| Data             | Località  | Paese      | Specialità |
| ---------------- | --------- | ---------- | ---------- |
| 23 febbraio 1997 | Krompachy | Slovacchia | SL         |
| 24 febbraio 1997 | Krompachy | Slovacchia | SL         |

Legenda:

SL = slalom speciale

### Campionati francesi
- 3 medaglie (dati parziali fino alla stagione 1994-1995):
  - 3 ori (slalom speciale nel 1989[senza fonte]; combinata nel 1998[senza fonte]; slalom speciale nel 2000)